# Храм Иоанна Милостивого (Отрадное)
Храм Святителя Иоа́нна Ми́лостивого (Иоанновский храм) — православный храм в городе Отрадное Ленинградской области.
Относится к Шлиссельбургскому благочинию Тихвинской епархии Русской православной церкви.
Настоятель храма до 20 сентября 2020 года — проректор Санкт-Петербургской духовной академии по учебной работе, заслуженный профессор богословия, протоиерей Василий Стойков.

## История
До революции в Отрадном было три храма, которые впоследствии были разрушены.
В 1997 году приходу было передано пустующее здание бывшего клуба Ленинградского мачтопропиточного завода, и в городе начала возрождаться церковная жизнь.
24 ноября 2003 года был освящён крест для выстроенной колокольни. Настоятель прихода отец Василий Стойков отметил в праздничной проповеди, что колокольня построена исключительно на народные пожертвования, и поблагодарил прихожан. 25 ноября святой крест был водружён на колокольню.
В настоящее время при храме Иоанна Милостивого действуют воскресная школа и школа православных родителей, работает библиотека, организуются паломнические поездки.
К церкви также приписана часовня во имя святого великомученика и победоносца Георгия, расположенная рядом с памятником «Невский порог».

## Святыни
17 февраля 2008 года по благословению митрополита Смоленского и Калининградского Кирилла Иоанновскому храму была передана частица мощей святителя Иоанна Милостивого, патриарха Александрийского.

## Расположение
Церковь расположена на улице Ленина, в 250 м от железнодорожной платформы Ивановская.